# ريوهيإي هاياشي
ريوهيإي هاياشي (باليابانية: 林 陵平) (8 سبتمبر 1986 في طوكيو في اليابان – )؛ هو لاعب كرة قدم ياباني سابق كان يلعب كمهاجم.

## وصلات خارجية
- ريوهيإي هاياشي على موقع الاتحاد الدولي (مؤرشف)  (الإنجليزية)
- ريوهيإي هاياشي على موقع رابطة كرة القدم اليابانية للمحترفين (اليابانية)
- ريوهيإي هاياشي على موقع قاعدة بيانات كرة القدم.إي يو (الإنجليزية)
- ريوهيإي هاياشي على موقع Soccerway.com (الإنجليزية)
- ريوهيإي هاياشي على موقع عالم كرة القدم.نت (الإنجليزية)
- ريوهيإي هاياشي على موقع كووورة